# حوضه آبریز مرکزی
حوضه آبریز مرکزی (به لاتین: Central Water Catchment) یک منطقهٔ مسکونی در سنگاپور است که در North Region واقع شده‌است. حوضه آبریز مرکزی ۳۷٫۱ کیلومتر مربع مساحت و ۱۰ نفر جمعیت دارد.